# Cyrtodactylus basoglui
Cyrtodactylus basoglui är en ödleart som beskrevs av  Baran och GRUBER 1982. Cyrtodactylus basoglui ingår i släktet Cyrtodactylus och familjen geckoödlor.
Artens utbredningsområde är Turkiet. Inga underarter finns listade i Catalogue of Life.